# Huang Qianyi
Huang Qianyi (chinesisch 黄千一, Pinyin Huáng Qiānyī; * 4. Juli 1999) ist ein ehemaliger chinesischer Eishockeyspieler, der zuletzt bis 2020 beim Kunlun Red Star unter Vertrag stand und seit 2018 für die zweite Mannschaft des Klubs, KRS-ORG Beijing, in der russischen Wysschaja Hockey-Liga spielte.

## Karriere
Huang Qianyi begann seine Karriere als Eishockeyspieler in Harbin. 2017 wechselte er zum Kunlun Red Star. Nachdem er zunächst mit der Juniorenmannschaft des Klubs in der Molodjoschnaja Chokkeinaja Liga gespielt hatte, wechselte er 2018 in die zweite Herren-Mannschaft, die in der Wysschaja Hockey-Liga spielt. 2020 beendete er seine Karriere.

### International
Für China nahm Huang Qianyi im Juniorenbereich an den U18-Weltmeisterschaften der Division II 2016, als er zum besten Spieler seiner Mannschaft gewählt wurde, und der Division III 2017, als er als Topscorer, Torschützenkönig und bester Vorbereiter nicht nur erneut zum besten Spieler seiner Mannschaft, sondern auch zum besten Stürmer des Turniers gewählt wurde und so maßgeblich zum sofortigen Wiederaufstieg der Mannschaft aus dem Reich der Mitte beitrug, sowie den U20-Weltmeisterschaften der Division II 2016 und der Division III 2017, 2018, als er mit der besten Plus/Minus-Bilanz des Turniers auch zum besten Spieler seiner Mannschaft gewählt wurde, und 2019, als er als Torschützenkönig des Turniers maßgeblich zum Aufstieg in die Division II beitrug, teil.
Mit der Herren-Nationalmannschaft spielte der Stürmer erstmals bei der Weltmeisterschaft 2018 in der Division II in der er auch 2019 spielte.

## Erfolge und Auszeichnungen
- 2017 Aufstieg in die Division II, Gruppe B, bei der U18-Weltmeisterschaft der Division III, Gruppe A
- 2017 Bester Stürmer, Topscorer, Torschützenkönig und bester Vorbereiter bei der U18-Weltmeisterschaft der Division III, Gruppe A
- 2018 Beste Plus/Minus-Bilanz bei der U20-Weltmeisterschaft der Division III
- 2019 Aufstieg in die Division II, Gruppe B, bei der U20-Weltmeisterschaft der Division III
- 2019 Torschützenkönig der U20-Weltmeisterschaft der Division III